# 三ノ宮卯之助

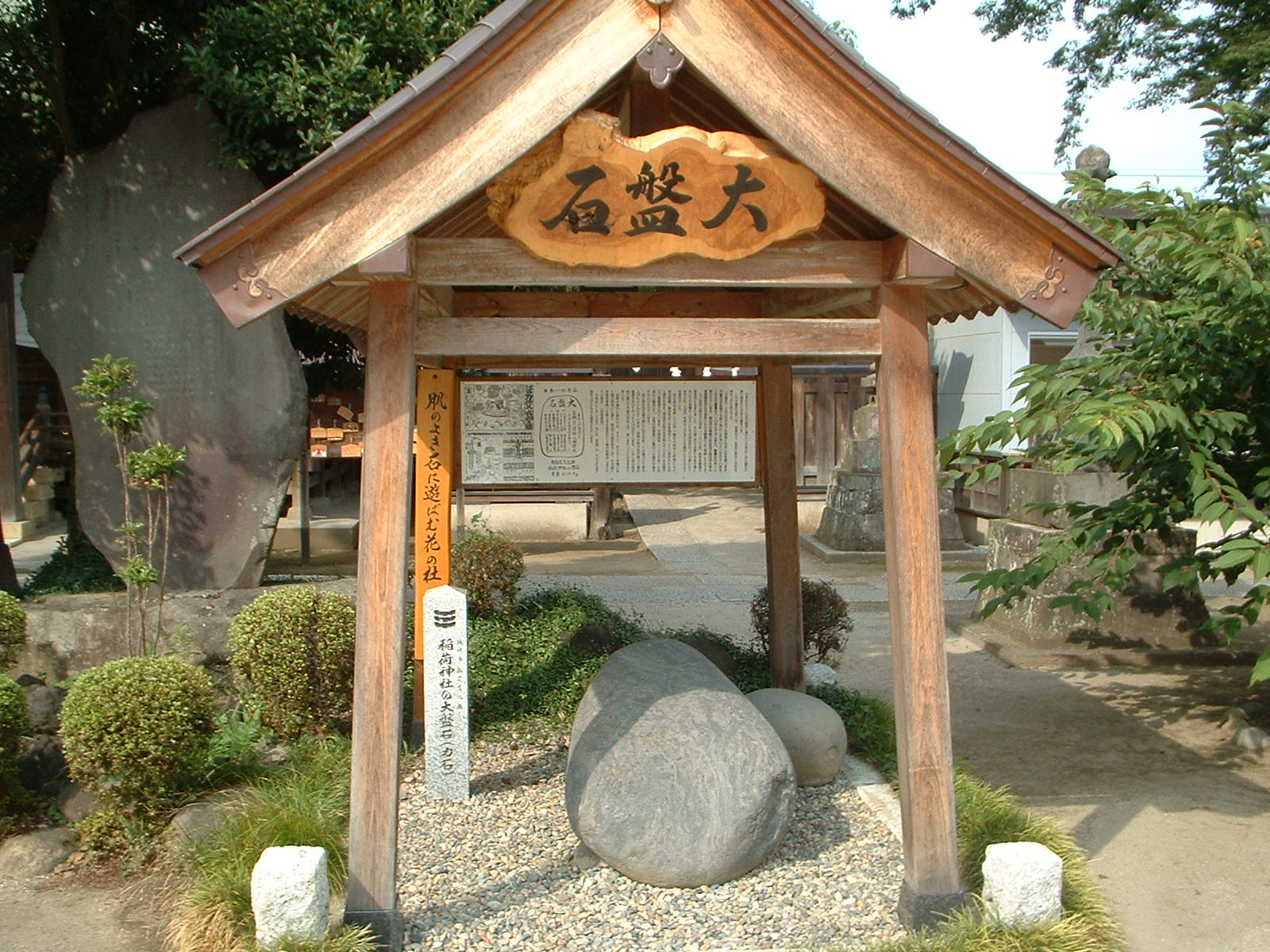
卯之助が持ち上げた桶川の稲荷神社にある大盤石

三ノ宮 卯之助（さんのみや うのすけ、文化4年（1807年） - 嘉永7年7月8日（1854年8月1日））は、江戸時代の武蔵国岩槻領三野宮村（現在の越谷市）出身の江戸力持ちである。干支は卯年うまれ。名前は「三野宮村の卯之助」という意味であって「三ノ宮」は名字ではない。
生まれつき虚弱体質で、小柄で非力なため周囲に馬鹿にされていた卯之助は、一念発起し猛稽古に励むうち頭角を現した。ついには江戸を代表する力持ちとなった。22歳のとき、瓦曽根村最勝院で70貫の力石を持ち上げた。そして、卯之助は近在の力自慢の者を集め、力持ちを披露し諸国を廻る興行をはじめた。得意な芸は、馬に騎乗した人を載せた舟ごと持ち上げる「人馬舟持ち上げ」であった。また、天保4年（1833年）6月に徳川家斉公の御前にて力持ち芸を披露。この時の「御上覧力持番付表」によれば「大関」の記録となっている（江戸時代は大関が最高位）。興行先は、はじめは主に関東周辺から30代になると甲信越、関西方面にまで及んだ。江戸で大坂方の力持ちを破り、晴れて日本一の力持ちの栄誉を得たが、興行主の宴席に招かれた帰りに急死。急病説、相手方の謀りごとによる毒殺説もある。戒名は到殺清紳信士。墓所は不明。
卯之助が持ち上げたといわれる銘が刻まれた「力石」は、地元の三野宮香取神社、越ヶ谷久伊豆神社をはじめ、富岡八幡宮（江戸深川）、鶴岡八幡宮、諏訪大社、桶川宿・稲荷神社、川崎大師、江ノ島、魚吹八幡神社（姫路市網干）、大坂天満宮などに残されている。なかでも桶川のものは、大盤石（特別に大きい石で全国に4つしかない）と刻まれ、推定610kgあり、重量としては日本一といわれる。「嘉永5年2月」と刻まれているので、42歳の時のものである。